# Parramos
Parramos è un comune del Guatemala facente parte del dipartimento di Chimaltenango.